# بيريف
بيريف أو شركة بيريف للطائرات  (بالإنجليزية: Beriev Aircraft Company)‏ والتي كانت تعرف سابقا باسم مكتب التصميم بيريف (بالإنجليزية: Beriev Design Bureau)‏، هي شركة روسية مصنعة للطائرات، والمتخصصة في الطائرات البرمائية. تأسست الشركة عام 1934، في تاغانروك في روسيا بصفة مكتب تصميم تجريبي، أنشأها جورجي ميخائيلوفيتش بيريف (من مواليد 13 فبراير 1903)، ومنذ ذلك الوقت، صممت وأنتجت بيريف أكثر من 20 نموذج من مختلف الطائرات للأغراض المدنية والعسكرية، فضلا عن تعديل النماذج. وتوظف الشركة اليوم 3000 من المتخصصين، وتعمل على تطوير وتصنيع الطائرات البرمائية. وقام الطيارون الذين يحلقون بطائرات بيريف المائية بكسر 228 سجلا من سجلات الطيران في العالم..

## الطائرات التي صممها بيريف
- أنتونوف أن-30 «القعقعة»، وتطوير رسم الخرائط الجوية من طراز أنتونوف أن-24 .
- بيريف إيه -40 الباتروس ، وهي أكبر طائرة متعددة الأغراض البرمائية في العالم، الاسم الرمزى الناتو «حورية البحر».
- بيريف إيه -50، وهو تعديل إليوشن IL-76 المعدلة إلى أواكس الدور، الاسم الرمزى الناتو «الدعامة».
- بيريف إيه -60 ، وإليوشن IL-76 طائرة نقل معدلة، وتحويلها إلى مختبر الليزر المحمول جوا في عام 1981.
- بيريف بي إي -1 ، نموذج الجناح في تأثير الأرض (شعر مستعار) طائرات.
- بيريف بي إي -2 ، طائرة مائية.
- بيريف بي إي -4 ، المظلة الجناحين تحلق القارب.
- بيريف بي إي -6 «مايج»، وحلقت القوارب تستخدم لمكافحة الحرائق واجب.
- بيريف بي إي -8 «الخلد»، البرمائيات الركاب / الاتصال.
- بيريف بي إي -10 «الملوخية»، وحلقت قارب محركات النفاثة.
- بيريف بي إي -12 'شايكا' ، والطائرات البرمائية، في وظيفة مماثلة ل Canadair CL-415، وتستخدم ل الحربية المضادة للغواصات، استنادا إلى BE-6. الاسم الرمزى الناتو «ميل».
- بيريف بي إي -30 «صفعة»، طائرة ركاب والنقل فائدة الإقليمية.
- بيريف بي إي -101 - طائرة برمائية خفيفة، مقترحة مع محرك مروحي واحد.
- بيريف بي إي -103 بيكاس - طائرة برمائية خفيفة، وتهدف لنقل الركاب، والمساعدات الطبية، ودورية والسياحة.
- بيريف بي إي -112 - طائرة برمائية خفيفة، مقترحة مع محركان مروحيان.
- بيريف بي إي -200 نسر - طائرة برمائية كبيرة متعددة الأغراض.
- بي إي -32 «صفعة»، يعني طائرة متعددة الأغراض لنقل البضائع / نقل الركاب، وحملات دورية.
- بيريف إيه -42 الباتروس، وهو نسخة محدثة من A-40، التي اعتمدت مؤخرا في الخدمة في SAR والأدوار المضادة للغواصات، والإنتاج لتبدأ في عام 2010. الاسم الرمزى الناتو «حورية البحر».
- بيريف إيه -42 بيه إيه الباتروس، للبحث فريدة من نوعها والإنقاذ SAR الطائرة، مدعوم من propfan المحركات. الاسم الرمزى الناتو «حورية البحر»
- Beriev كن-2500 نبتون، وهي طائرة شحن البرمائيات فائقة الثقيلة المقترحة مع وزن اقلاعها ماكس 2500 طن متري (المخطط لها).
- بيريف ام بي ار -2 «قذى»، استطلاع تحلق قارب.
- بيريف ام بي ار -7 ، والاستطلاع، مهاجما الطيران قارب.
- بيريف ام دي ار -5 ، بعيدة المدى والاستطلاع، مهاجما الطيران قارب
- بيريف آر -1 ، التجريبية قارب الطيران.
- بارتيني بيريف في في إيه -14 ، وطائرات مضادة للغواصات البرمائية، وأنتجت نماذج فقط.
- توبوليف تي يو-142 إم آر "الدب-إف / - جيه"

## وصلات خارجية
- الموقع الإلكتروني